# Anthurium tenuispica
Anthurium tenuispica är en kallaväxtart som beskrevs av Luis Aloysius, Luigi Sodiro. Anthurium tenuispica ingår i släktet Anthurium och familjen kallaväxter. Inga underarter finns listade.